# Dětská psychiatrická klinika Fakultní nemocnice v Motole

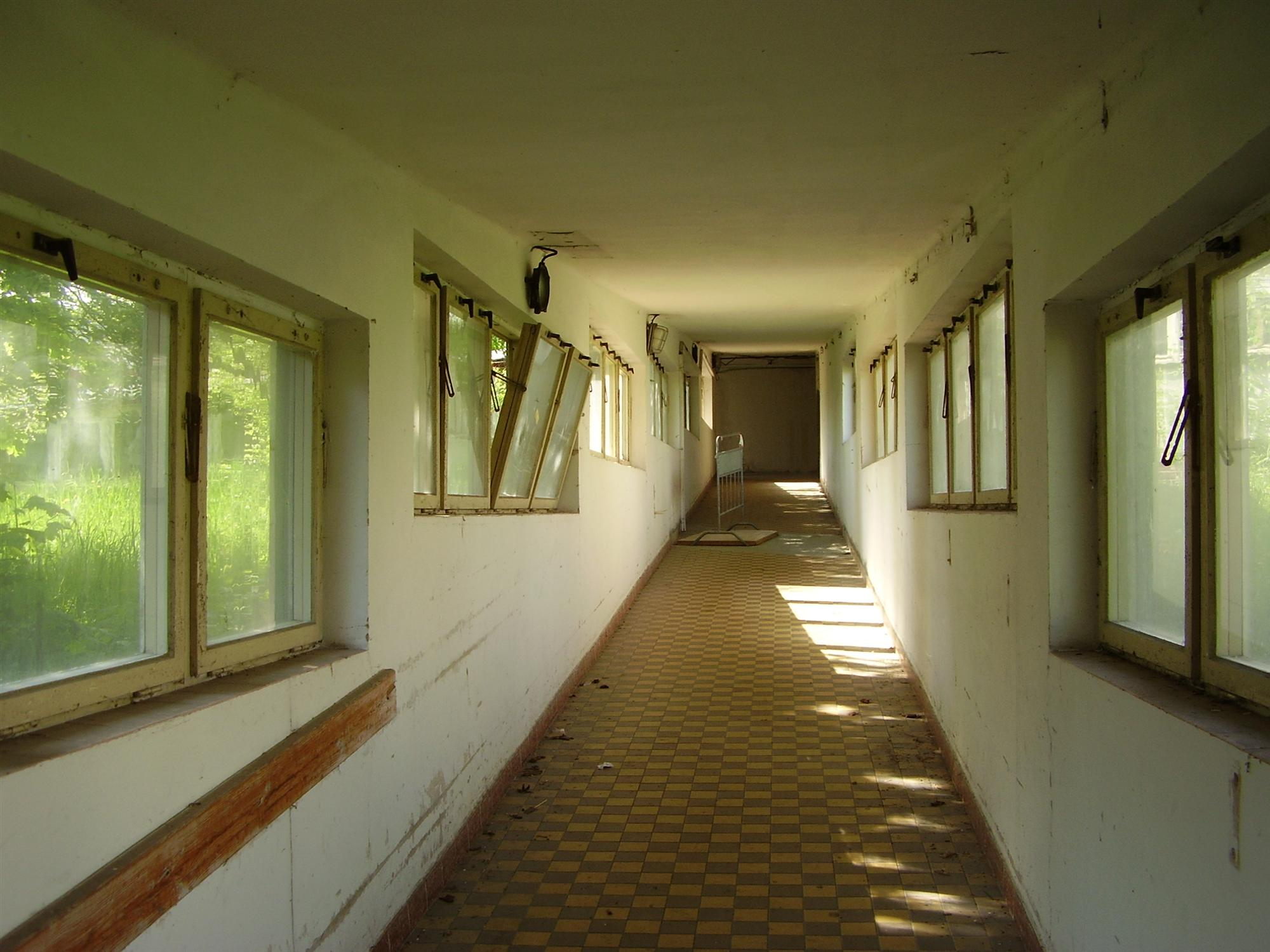
Chodba

Dětská psychiatrická klinika Fakultní nemocnice v Motole je součástí motolské fakultní nemocnice a zároveň klinickým výukovým pracovištěm 2. lékařské fakulty Univerzity Karlovy.
Přednostou kliniky je prof. MUDr. Michal Hrdlička, CSc. a zástupkyní přednosty, primářkou kliniky je doc. MUDr. Iva Dudová, Ph.D.
Klinika se specializuje na příslušnou diagnostiku a léčbu dětí a dospívajících do věku osmnácti let. Jedná o jediné klinické pracoviště v oboru dětské psychiatrie v České republice, spádovou oblastí je proto celé území státu. Vedle terapeutické části je na pracovišti prováděn výzkum zejména v oblastech dětského autismu, poruch příjmu potravy a pedopsychofarmakologie. Sídlí zde také subkatedra dětské psychiatrie Institutu pro postgraduální vzdělávání ve zdravotnictví.
Každé oddělení obsahuje jídelnu, sesternu, ošetřovnu a čtyři pokoje. V suterénu se nachází tělocvična a prostory pro terapii. K budově patří také zahrada s hříštěm a přímo v ní je 1.-9. třída základní školy.